# Burunni
Burunni (en rus: Бурунный) és un poble (un possiólok) del krai de Stàvropol, a Rússia, que en el cens del 2010 tenia 335 habitants. Pertany al districte rural de Kurskaia.